# Artemón (sosias de Antíoco)
Artemón es un personaje sirio conocido en la historia porque se parecía extraordinariamente a Antíoco II Theos. 
Habiendo muerto éste en 246 a. C. su viuda, Berenice, vio en la semejanza entre su difunto esposo y Artemón un medio para conseguir el logro de sus ambiciosos planes y caliente aún el cuerpo de Antíoco, lo ocultó e hizo acostar en el lecho mortuorio a Artemón, que, fingiéndose moribundo, al recibir la visita de los cortesanos, les manifestó que su última voluntad era que sucediesen en el trono su esposa y sus hijos, haciéndoles jurar que así lo cumplirían.